# کروولادوسولا
کروولادوسولا (به ایتالیایی: Crevoladossola) یک کومونه در ایتالیا است که در استان وربانو-کوزیو-اوسولا واقع شده‌است.

## خصوصیات
کروولادوسولا ۳۹٫۷ کیلومترمربع مساحت و ۴٬۷۱۱ نفر جمعیت دارد و ۳۷۵ متر بالاتر از سطح دریا واقع شده‌است.